# Арагуес-дель-Пуерто
Арагуес-дель-Пуерто (ісп. Aragüés del Puerto, араг. Aragüés de lo Puerto) — муніципалітет в Іспанії, у складі автономної спільноти Арагон, у провінції Уеска. Населення — 132 особи (2009).
Муніципалітет розташований на відстані близько 360 км на північний схід від Мадрида, 65 км на північ від Уески.

## Демографія
Динаміка населення (INE ):